# Clostridiaceae
Famille
Les Clostridiaceae sont une famille de bactéries de la classe des Clostridia, parmi lesquels on trouve le genre type Clostridium. Cette famille a été créée par Ernst August Pribram (1879-1940) en 1933.

## Liste des genres
Selon la LPSN (2021-07-08) :
- Abyssisolibacter Kim et al. 2016
- Acidaminobacter Stams and Hansen 1985
- Acuformis Prevot 1940
- Alkaliphilus Takai et al. 2001
- Anaerobacter Duda et al. 1996
- Anaeromassilibacillus Guilhot et al. 2016
- Anaeromicrobium Zhang et al. 2017
- Anaerophilus Zhang et al. 2020
- Anaerosolibacter Hong et al. 2015
- Anaerosporobacter Jeong et al. 2007
- Anaerovirgula Pikuta et al. 2006
- Anoxynatronum Garnova et al. 2003
- Candidatus Arthromitus Snel et al. 1995
- Asaccharospora Gerritsen et al. 2014
- Bacilliculturomica Traore et al. 2017
- Beduini Mourembou et al. 2015
- Brassicibacter Fang et al. 2012
- Caldisalinibacter Ben Hania et al. 2015
- Caloramator Collins et al. 1994
- Caloranaerobacter Wery et al. 2001
- Caminicella Alain et al. 2002
- Clostridiisalibacter Liebgott et al. 2008
- Clostridium Prazmowski 1880 (Approved Lists 1980)
- Crassaminicella Lakhal et al. 2015
- Desnuesiella Hadjadj et al. 2016
- Candidatus Dwaynia corrig. Thompson et al. 2012
- Erysipelatoclostridium Yutin and Galperin 2013
- Fervidicella Ogg and Patel 2010
- Fonticella Fraj et al. 2013
- Garciella Miranda-Tello et al. 2003
- Geosporobacter Klouche et al. 2007
- Haloimpatiens Wu et al. 2016
- Hathewaya Lawson and Rainey 2016
- Hungatella Kaur et al. 2014
- Hydrogenispora Liu et al. 2014
- Inconstantimicrobium Wylensek et al. 2020
- Inediibacterium Alou et al. 2017
- Inflabilis Prévot 1938
- Intestinibacter Gerritsen et al. 2014
- Irregularibacter Lagkouvardos et al. 2016
- Isachenkonia Zavarzina et al. 2020
- Khelaifiella Tidjani Alou et al. 2017
- Lactonifactor Clavel et al. 2007
- Lutispora Shiratori et al. 2008
- Massilioclostridium Lo et al. 2017
- Natronincola corrig. Zhilina et al. 1999
- Natronoincola Zhilina et al. 1999
- Oceanirhabdus Pi et al. 2013
- Oxobacter Collins et al. 1994
- Paeniclostridium Sasi Jyothsna et al. 2016
- Paraclostridium Sasi Jyothsna et al. 2016
- Proteiniborus Niu et al. 2008
- Proteiniclasticum Zhang et al. 2010
- Pseudoclostridium Zhang et al. 2018
- Romboutsia Gerritsen et al. 2014
- Salimesophilobacter Zhang et al. 2013
- Sarcina Goodsir 1842 (Approved Lists 1980)
- Candidatus Savagella Thompson et al. 2012
- Serpentinicella Mei et al. 2016
- Sporosalibacterium Rezgui et al. 2011
- Terminosporus Prevot 1938
- Terrisporobacter Gerritsen et al. 2014
- Thermobrachium Engle et al. 1996
- Thermohalobacter Cayol et al. 2000
- Thermotalea Ogg and Patel 2009
- Tindallia Kevbrin et al. 1999
- Tyzzerella Yutin and Galperin 2013
- Welchia Pribram 1929
- Youngiibacter Lawson et al. 2014

Selon GBIF (8 juillet 2021) :
- Anoxynatronum Garnova et al., 2003
- Brassicibacter Fang et al., 2012
- Cellulosibacter Watthanalamloet et al., 2012
- Clostridium Prazmowski, 1880
- Crassaminicella Lakhal et al., 2015
- Desnuesiella
- Falcatimonas Watanabe et al., 2016
- Haloimpatiens Wu et al., 2016
- Hathewaya Lawson & Rainey, 2016
- Khelaifiella
- Metallacter Perty
- Oceanirhabdus Pi et al., 2013
- Proteiniclasticum Zhang et al., 2010
- Salimesophilobacter Zhang et al., 2013
- Sporacetigenium Chen et al., 2006
- Sporosalibacterium Rezgui et al., 2011
- Wukongibacter Li et al., 2016
- Youngiibacter Lawson et al., 2014